# Estadio Multiusos de San Lázaro
Općinski stadion Verónica Boquete de San Lázaro višenamjenski je stadion smješten u četvrti San Lázaro grada Santiago de Compostela, u provinciji La Coruña, Španjolska. Od 2018. nosi ime po Verónicu Boquete, igraču iz Santiaga. Do tada je bio poznat kao "San Lázaro Multiuse Stadium".
Kapacitet je za 16.666 gledatelja i trenutno je stadion nogometne momčadi SD Compostela. Tu je i sjedište nekoliko entiteta.

## Vanjske poveznice
|  | Zajednički poslužitelj ima još gradiva o temi Estadio Multiusos de San Lázaro |